# Pylyp Budkivs'kyj
Pylyp Vjačeslavovyč Budkivs'kyj (in ucraino Пилип Вячеславович Будківський?; traslitterazione anglosassone: Pylyp Vyacheslavovych Budkivskiy; Kiev, 10 marzo 1992) è un calciatore ucraino, attaccante dello Zorja.

## Carriera

### Nazionale
Viene convocato per gli Europei 2016 in Francia.

## Palmarès

### Club

#### Competizioni nazionali
- Perša Liha: 1

Polissja Žytomyr: 2022-2023

### Individuale
- Capocannoniere della Perša Liha: 1

2022-2023 (14 reti)